# Пруговац (Приштина)
Пруговац (алб. Prugoc) је насељено место у граду Приштини, на Косову и Метохији. Према попису из 2024. у насељу је живело 2.145 становника.

## Становништво
Према попису из 2011. године, Пруговац има следећи етнички састав становништва:
| Националност             | 2011.          |
| Албанци                  | 2.160 (99,63%) |
| Египћани                 | 5 (0,23%)      |
| неизјашњени и недоступно | 3 (0,14%)      |
| Укупно                   | 2.168          |

| Демографија | Демографија | Демографија |
| Година      | Становника  | Становника  |
| ----------- | ----------- | ----------- |
| 1948.       | 604         |             |
| 1953.       | 697         |             |
| 1961.       | 891         |             |
| 1971.       | 1.257       |             |
| 1981.       | 1.674       |             |
| 1991.       | 1.719       |             |
| 2011.       | 2.168       |             |